# Statue de l'Unité
La statue de l'Unité (स्टैच्यू ऑफ यूनिटी) est une statue à l'effigie de l'homme d'État indien Sardar Vallabhbhai Patel, située sur un îlot du Narmada, près du barrage de Sardar Sarovar, dans l'État du Gujarat, en Inde.
Haute de 182 mètres, ou 240 mètres avec la base, elle est la plus haute statue au monde. À titre de comparaison, sa taille est approximativement quatre fois celle de la statue de la Liberté. Sa construction a commencé le 31 octobre 2013 et elle a été inaugurée le 31 octobre 2018.

## Caractéristiques

Comparaison de quelques-unes des plus grandes statues du monde, de gauche à droite : la statue de l'Unité (182 m hors piédestal, 2018), le Bouddha du Temple de la Source (128 m hors piédestal, 2008), la statue de la Liberté (46 m, 1886), la statue de la Mère-Patrie (85 m, 1967), le Christ Rédempteur (30 m, 1931) et le David de Michel-Ange (5.17 m, 1504).

La statue de 1 850 tonnes est construite par Larsen & Toubro à partir de béton et de métal issu de la fonte d'outils agricoles donnés par les paysans indiens, ce qui a une portée symbolique. Le chantier a mobilisé plus de 3 000 personnes. Le monument est équipé à son sommet d'une galerie qui peut accueillir 200 visiteurs à la fois. Son socle comporte un centre de recherche consacré à l’agriculture et aux populations tribales. Un hôtel, un auditorium et un musée consacré au personnage historique sont également aménagés à hauteur de ses cuisses.
La statue a coûté 29,9 milliards de roupies (358 millions d' €).
Dans le mois suivant son inauguration, l'État d'Uttar Pradesh annonce son intention de battre le record de la statue de l'Unité en bâtissant une statue de 221 mètres de haut à l'effigie de Rāma dans la ville d'Ayodhya.

## Polémiques

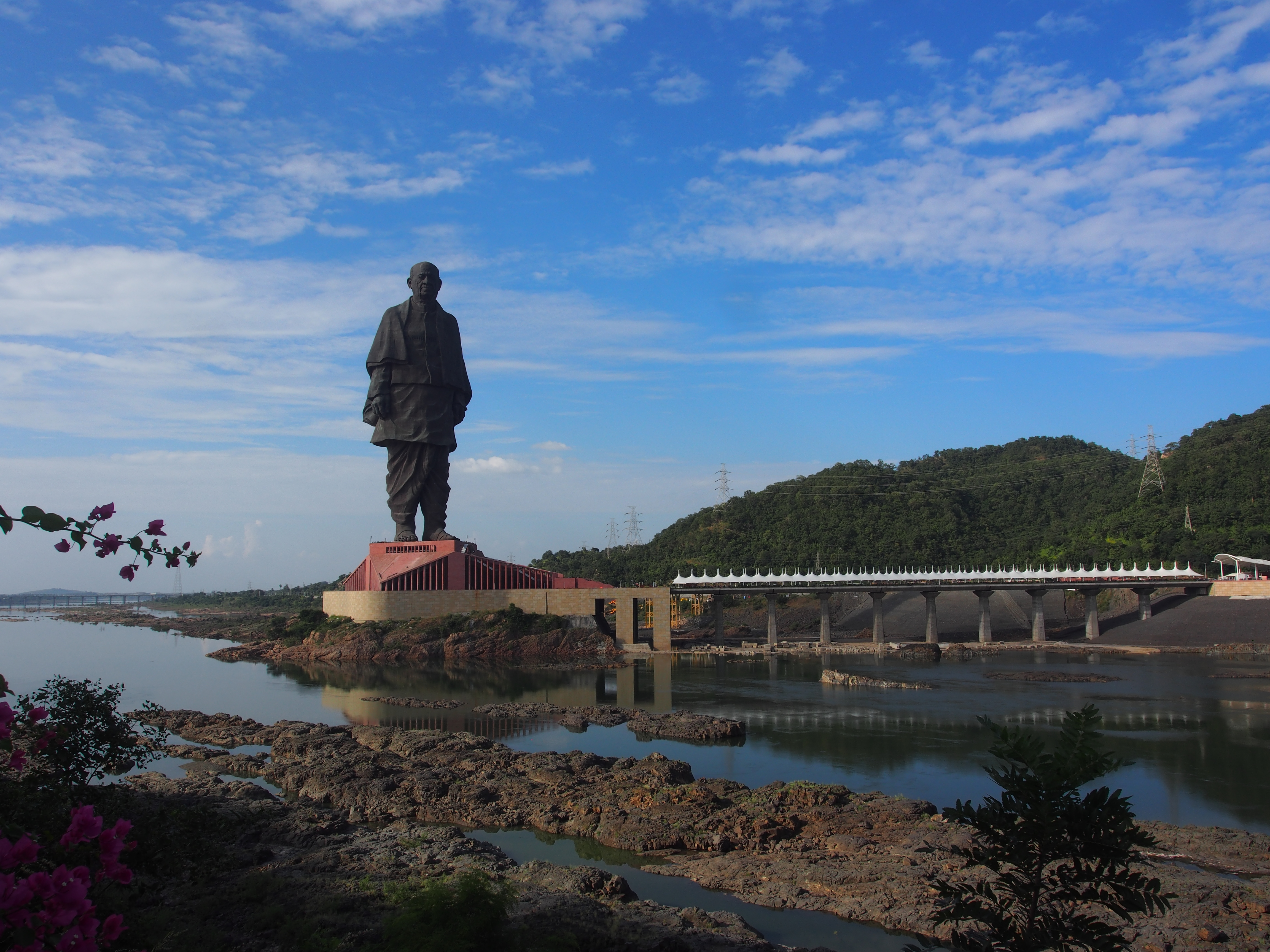
La statue de l'Unité, le 31 octobre 2018.

Le projet a été voulu par Narendra Modi, alors gouverneur du Gujarat et devenu ensuite Premier ministre de l'Inde. Celui-ci inaugure en grande pompe la statue géante de Sardar Vallabhbhai Patel, héros du nationalisme indien. Cette réalisation suscite plusieurs polémiques en Inde. 
De nombreuses personnes, notamment des responsables de communautés villageoises, estiment que la statue n'aurait pas été approuvée par celui qu'elle représente, qui était hostile à la glorification individuelle. 
Le revêtement en bronze de la statue a été réalisé par une société chinoise, dont la collaboration a été vivement critiquée par le parti d'opposition, le Congrès national indien. 
De plus, les contestataires rappellent que le pays a bien plus besoin d'écoles, d'hôpitaux et d'infrastructures. 
L'opposition politique y voit une œuvre de propagande, Patel ayant été un membre fondateur et une personnalité éminente du Congrès national indien. Selon ses détracteurs, le Premier ministre Narendra Modi cherche à s'approprier l'histoire de l'indépendance de l'Inde, quitte à détourner et récupérer des figures emblématiques que sa famille politique a combattues en son temps.